# Degradação militar

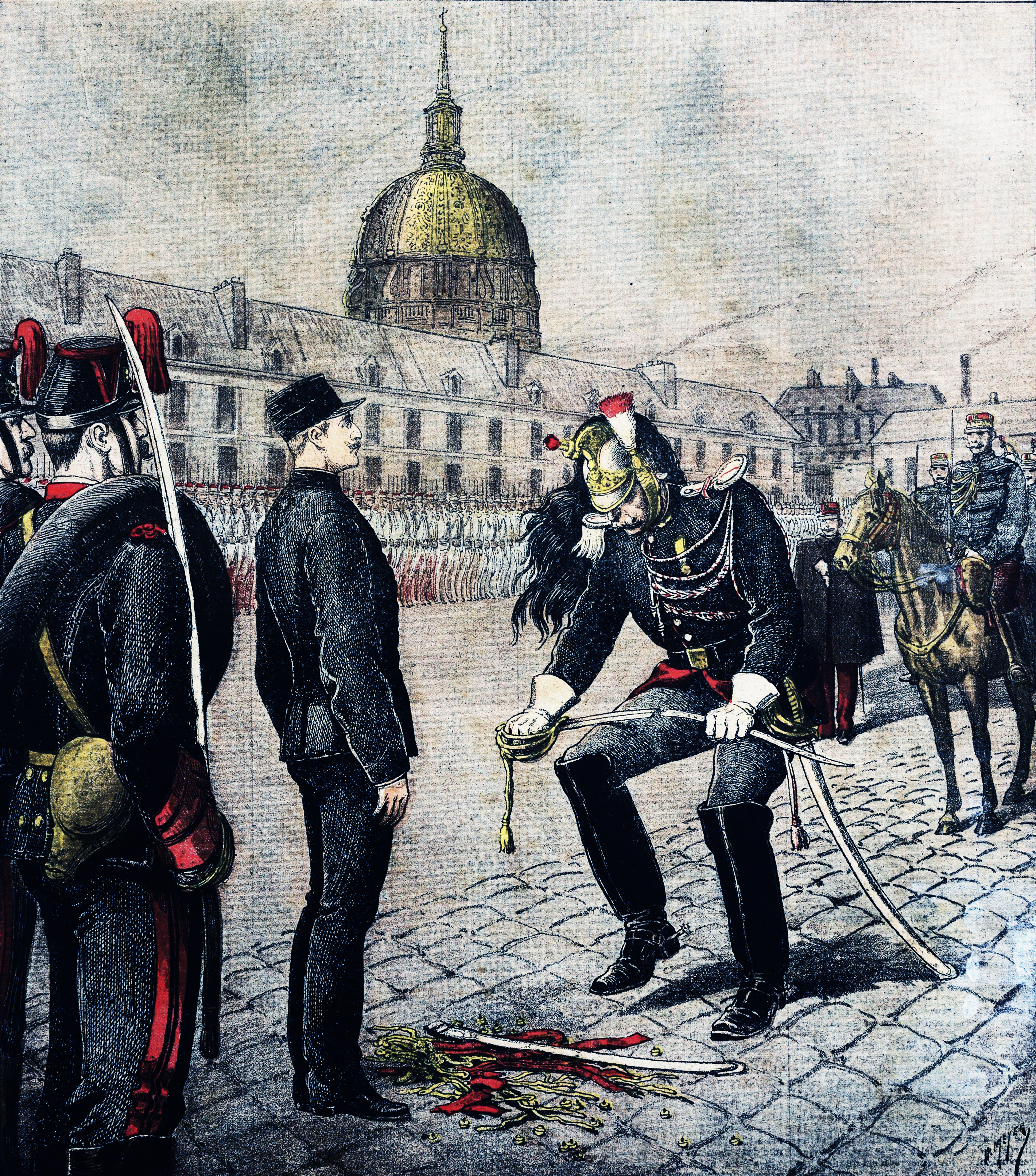
Le traître, desenho publicado no Le Petit Journal de 13 de janeiro de 1895 retratando a degradação de Alfred Dreyfus.

A degradação militar é uma cerimônia ritual durante a qual um soldado é destituído de sua graduação, de suas insígnias, de seu posto de comando e de sua dignidade, por razões de disciplina. É um ato de comunicação pública, cuja intenção é estigmatizar o sujeito e marca-lo como indigno dos privilégios normais de que gozava na instituição militar.
A degradação é particularmente associada à demissão de oficiais militares de alta graduação que caíram em desgraça. Ela envolve a destituição pública e a destruição dos símbolos do estatuto do degradado: seu sabre é quebrado ao meio; suas dragonas são arrancadas dos ombros; seus distintivos, insígnias, quepe e medalhas são removidos, jogados no chão e pisoteados.

## Casos famosos
Entre as vítimas famosas do caixa estão Francis Mitchell (1621), Thomas Cochrane (depois da Grande Fraude na Bolsa de Valores de 1814), Alfred Dreyfus (1894, ver Caso Dreyfus) e Philippe Pétain (1945). 
Embora na França a cerimônia de degradação militar tenha se tornado intimamente associada ao capitão Dreyfus, devido à grande comoção social resultante de seu caso, ela ocorreu várias vezes nas forças armadas francesas sob a Terceira República. Pelo menos um outro oficial do exército e um oficial da marinha foram submetidos a ela, depois de serem considerados culpados de traição. Mais comumente, vários soldados foram submetidos a punições semelhantes por cometer vários crimes graves, antes da execução ou prisão.

## Preparação
Os atos físicos de arrancar insígnias e quebrar espadas poderiam ser facilitados por alguma preparação prévia. Um relato contemporâneo do New York Times sobre o Caso Dreyfus, em 1894, diz que:
Como preparação para destituir o prisioneiro de sua insígnia de patente, ontem o alfaiate da prisão removeu todos os botões e listras da túnica de Dreyfus, as listras vermelhas de suas calças e o número e a insígnia regimental de seu colarinho e quepe. Todos foram presos por um único ponto [de costura], para que pudessem ser arrancados rapidamente. A espada do condenado também foi gasta quase até a metade, para poder ser facilmente quebrada. O rápido movimento do Adjutor e o aparente esforço em quebrar a espada eram, portanto, mero fingimento, pois apenas um toque era necessário.